# Rinus Schaap
Marinus Schaap, detto Rinus, (Hilversum, 22 febbraio 1922 – Hilversum, 5 giugno 2006), è stato un calciatore olandese, di ruolo centrocampista.

## Carriera

### Club
Rinus Schaap ha iniziato a giocare nelle file del 't Gooi, dove è rimasto fino al 1950, anno del passaggio al Tolosa. Schaap è rimasto in Francia per quattro anni, giocando i primi due nel Tolosa e gli altri nel Racing Club Parigi. Nel 1954 ritorna al 't Gooi per poi passare all'Enschede, dove si ritirerà nel 1960.

### Nazionale
Con la Nazionale olandese ha giocato tredici partite, segnando un solo goal contro la Finlandia. Ha esordito il 18 aprile 1948 a Rotterdam contro il Belgio; ha giocato l'ultima partita con gli Oranje il 14 ottobre 1956 ad Anversa, nuovamente contro il Belgio.
Nel 1948 è stato convocato per i Giochi olimpici di Londra, dove però non è mai sceso in campo.

## Statistiche

### Cronologia presenze e reti in Nazionale
| Cronologia completa delle presenze e delle reti in nazionale ― Paesi Bassi | Cronologia completa delle presenze e delle reti in nazionale ― Paesi Bassi | Cronologia completa delle presenze e delle reti in nazionale ― Paesi Bassi | Cronologia completa delle presenze e delle reti in nazionale ― Paesi Bassi | Cronologia completa delle presenze e delle reti in nazionale ― Paesi Bassi | Cronologia completa delle presenze e delle reti in nazionale ― Paesi Bassi | Cronologia completa delle presenze e delle reti in nazionale ― Paesi Bassi | Cronologia completa delle presenze e delle reti in nazionale ― Paesi Bassi |
| Data                                                                       | Città                                                                      | In casa                                                                    | Risultato                                                                  | Ospiti                                                                     | Competizione                                                               | Reti                                                                       | Note                                                                       |
| -------------------------------------------------------------------------- | -------------------------------------------------------------------------- | -------------------------------------------------------------------------- | -------------------------------------------------------------------------- | -------------------------------------------------------------------------- | -------------------------------------------------------------------------- | -------------------------------------------------------------------------- | -------------------------------------------------------------------------- |
| 18-4-1948                                                                  | Rotterdam                                                                  | Paesi Bassi                                                                | 2 – 2                                                                      | Belgio                                                                     | Amichevole                                                                 | -                                                                          |                                                                            |
| 21-11-1948                                                                 | Anversa                                                                    | Belgio                                                                     | 1 – 1                                                                      | Paesi Bassi                                                                | Amichevole                                                                 | -                                                                          |                                                                            |
| 16-6-1949                                                                  | Helsinki                                                                   | Finlandia                                                                  | 1 – 4                                                                      | Paesi Bassi                                                                | Amichevole                                                                 | 1                                                                          |                                                                            |
| 6-11-1949                                                                  | Rotterdam                                                                  | Paesi Bassi                                                                | 0 – 1                                                                      | Belgio                                                                     | Amichevole                                                                 | -                                                                          |                                                                            |
| 11-12-1949                                                                 | Amsterdam                                                                  | Paesi Bassi                                                                | 0 – 1                                                                      | Danimarca                                                                  | Amichevole                                                                 | -                                                                          |                                                                            |
| 13-3-1955                                                                  | Amsterdam                                                                  | Paesi Bassi                                                                | 1 – 1                                                                      | Danimarca                                                                  | Amichevole                                                                 | -                                                                          |                                                                            |
| 3-4-1955                                                                   | Amsterdam                                                                  | Paesi Bassi                                                                | 1 – 0                                                                      | Belgio                                                                     | Amichevole                                                                 | -                                                                          |                                                                            |
| 19-5-1955                                                                  | Rotterdam                                                                  | Paesi Bassi                                                                | 4 – 1                                                                      | Svizzera                                                                   | Amichevole                                                                 | -                                                                          |                                                                            |
| 16-10-1955                                                                 | Rotterdam                                                                  | Paesi Bassi                                                                | 2 – 2                                                                      | Belgio                                                                     | Amichevole                                                                 | -                                                                          |                                                                            |
| 6-11-1955                                                                  | Amsterdam                                                                  | Paesi Bassi                                                                | 3 – 0                                                                      | Belgio                                                                     | Amichevole                                                                 | -                                                                          |                                                                            |
| 16-11-1955                                                                 | Saarbrucken                                                                | Saar                                                                       | 1 – 2                                                                      | Paesi Bassi                                                                | Amichevole                                                                 | -                                                                          |                                                                            |
| 15-9-1956                                                                  | Losanna                                                                    | Svizzera                                                                   | 2 – 3                                                                      | Paesi Bassi                                                                | Amichevole                                                                 | -                                                                          |                                                                            |
| 14-10-1956                                                                 | Anversa                                                                    | Belgio                                                                     | 2 – 3                                                                      | Paesi Bassi                                                                | Amichevole                                                                 | -                                                                          |                                                                            |
| Totale                                                                     |                                                                            | Presenze                                                                   | 13                                                                         |                                                                            | Reti                                                                       | 1                                                                          |                                                                            |